# Гайна (магістр війська)
Гайна (*Gainas , д/н —400) — військовий та політичний діяч Візантійської імперії.

## Життєпис
Походив з вестготської знаті. Став римським підданим і поступив на військову службу до Феодосія I, імператора Римської імперії, отримавши посаду коміта готів. Затоваришував з вандалом Стіліхоном. 
У 394 році на посаді comes rei militaris відзначився у військовому поході проти західноримського узурпатора Євгенія. З 395 року на чолі війська отримав наказ від Стіліхона рушити до Східної Римської імперії. Тут за таємним наказом Стіліхона організував вбивства магістра Флавія Руфіна при зустрічі війська біля брами Константинополя. 
При цьому Стіліхон розраховував об'єднати усю Римську імперією під своїм військовим командуванням. Проте Гайна перейшов на бік євнуха Євтропія, протистоячи намаганням Стіліхона. Призначений військовим магістром Фракії. На цій посаді сформував нове військо, що переважно складалося з готів. 
399 року Гайна став магістром війська усієї Східної Римської імперії. Навесні того ж року у Фригії (Мала Азія) повстали готи на чолі з Трібігільдом. Відправлений проти бунтівника Гайна став його союзником. Після захоплення Гайною міста Халкедона, а Трібігільдом Лампсака, імператор Аркадій змушений був піти на поступки і виконав більшу частину вимог Гайни, насамперед стративши євнуха Євтропія та надавши готам Фракію для поселення.
Влаштувавшись в столиці, вестготи стали повними розпорядниками долі держави, а Гайна відсторонив або наказав стратити усіх антиготського налаштованих сановників. Фактично Гайна отримав статус рівний тому, що мав Стіліхон у Західній Римській імперії. Імператор Аркадій розумів своє складне становище. Під час відсутності Гайни в Константинополі там 12 липня 400 року спалахнуло повстання, яке влаштував імператор проти вестготів, налаштувавши мішканців столиці-православних проти готів-аріан. В результаті цього 7 тис. вояків-вестготів було вбито. Спроби Гайни захопити Константинополь виявилися невдалими.
Аркадій відправив проти нього вірного гота Фравітту, який розбив Гайну під час спроби останнього переправитися до Малої Азії. Гайна втік до Фракії, яку сплюндрував, потім переправився через Дунай, де зазнав поразки від гунів, потрапивши в полон до хана Улдіна, який, відрубавши голову Гайні, відправив її 43 січня 401 року вигляді подарунка імператорові Аркадію. Натомість отримав від останнього багаті подарунки та статус федерата імперії.